# Roger Goodell
Roger Stokoe Goodell (Jamestown, 19 febbraio 1959) è un dirigente sportivo statunitense, dal 2006 direttore generale della National Football League.

## Biografia
Figlio dell'ex senatore dello stato di New York Charles Goodell, comincia a lavorare all'interno della lega subito dopo la laurea in Economia nel 1982 come addetto alle pubbliche relazioni dei New York Jets. Nel 2000 viene nominato dal commissario Paul Tagliabue C.E.O della NFL e si inizia ad occupare dello sviluppo degli stadi, aiutando le franchigie ad ammodernare o costruire nuovi stadi.
Gioca anche un ruolo attivo nello strappare un vantaggiosissimo contratto sui diritti televisivi e lancia il canale televisivo dedicato esclusivamente al football NFL Network; così come ha contribuito alla rinegoziazione del salary cap tra franchigie e giocatori. Il 9 agosto 2006 i proprietari delle franchigie lo eleggono come nuovo commissario della lega, il quarto dal dopoguerra ad oggi.

## Vita privata
Roger Goodell vive nell'area di New York con la moglie Jane e con le due figlie gemelle.